# Detritivni dermatitis
Detritivni dermatitis (dermatitis detritiva) je vnetje kože, ki nastane zaradi draženja škodljivega dejavnika, ki se razvije šele po številnih ponovnih dotikih s primarno škodljivo snovjo. Največkrat so to alkalne snovi: blagi lugi, apno, kreda, cementna voda, mila, detergenti, čistila. Te snovi sčasoma poškodujejo površino kože in jo oropajo njenih osnovnih varovalnih lastnosti. Prizadeta koža je hrapava, kasneje se pojavijo znaki vnetja, dokler se ne razvije kronično profilirativno vnetje, ki ga klinično težko ločimo od kroničnega kontaktnega alergijskega dermatitisa. Prizadeta koža peče in srbi. Bolezen je značilna za določene poklice: zidarje, soboslikarje, čistilce, perice ...